# حادث خليج تونكين
حادث خليج تونكين (الفيتنامية: Sự kiện Vịnh Bắc Bộ)، المعروف أيضا باسم حادثة المدمرة مادوكس، هي حادثة ووقعت في مياه خليج تونكين، بين فيتنام الشمالية والولايات المتحدة وهي مواجهة حصلت في 2 أغسطس و4 أغسطس، تبادلت خلالها كل من فيتنام الشمالية أنذاك بواسطة زوارق الطوربيد ومدمرتين من الولايات المتحدة، إطلاق نار على أهداف قيل أنها رصدت بواسطة الرادار.
ورغم تحميل التقرير الأمريكي الأصلي فيتنام الشمالية المسؤولة عن الحادثين، إلا أن الشكوك المتباينة في نهاية المطاف حول إمكانية مسؤولية فيتنام الشمالية على إحدى أو كلا الحادثين بقيت مريبة، حتى صدر تقرير في عام 2005 من قبل وكالة الأمن القومي الأمريكية، أنه لم يكن هناك هجوم من فيتنام الشمالية في 4 أغسطس.